# Wilfrid Derome
Pour l’article homonyme, voir Derome.
Wilfrid Derome (19 avril 1877 – 24 novembre 1931) est un médecin et scientifique en criminalistique québécois, reconnu comme le fondateur du premier laboratoire de recherches médico-légales en Amérique du Nord, à Montréal, Québec, Canada. Ce laboratoire porte maintenant le nom de Laboratoire de sciences judiciaires et de médecine légale.

## Biographie
Le docteur Derome est né à Napierville, Canada et étudie au Collège de Montréal, au Collège Sainte-Marie de Montréal, et au Séminaire de Joliette, où il reçoit son baccalauréat en 1898. Plus tard, il obtient son doctorat en médecine de l’Université Laval à Montréal en 1902, terminant son internat à l’Hôpital Notre-Dame.
En 1908-1909, le Dr Derome étudie la médecine légale à l’Université de Paris.
Durant sa carrière, il agit à titre d’éditeur adjoint du American Journal of Police Science, contribuant au journal avec deux articles dans les années 1930. Il est également membre de plusieurs sociétés, telle la Société de médecine légale de France et l’International Association for Identification.

## Travail
En 1910, le Dr Derome devient professeur de médecine légale et de toxicologie à l’Université de Montréal et est à la tête du laboratoire de l’Hôpital Notre-Dame.
Il fonde, le 26 juin 1914, le premier laboratoire de recherches médico-légales en Amérique du Nord, à Montréal, Québec, Canada.  Il agit en tant que directeur du laboratoire jusqu’à sa mort, en 1931, à l’âge de 54 ans.  Il témoigne devant la Cour de justice à plusieurs reprises durant sa carrière, en tant qu’expert médical et expert en balistique, entre autres.
Il est le premier à témoigner devant la Cour sur le dosage d'alcool éthylique dans le sang. En 1926, le Dr Derome invente le microsphéromètre qui permet de relever les marques à la surface des balles d'arme à feu tirées dans le but des identifier.  Cette découverte permet de présenter des preuves scientifiques en Cour pour la première fois au niveau de la balistique.
En 1929, le Laboratoire de Derome est visité par J. Edgar Hoover, du FBI, dans le but de planifier la création du laboratoire du FBI.

## Distinctions
- 2001 – Le Gouvernement du Québec nomme l’édifice abritant le Laboratoire de sciences judiciaires et de médecine légale et le quartier général de la Sûreté du Québec en son honneur : l’édifice Wilfrid-Derome
- 2011 – Intronisé au Panthéon francophone de criminalistique (Association québécoise de criminalistique, Canada)

## Livres
- Derome, W. Précis de médecine légale, Cie d'imprimerie des Marchands, Montréal, Québec, Canada, 1920
- Derome, W. Lieu du crime, 1928 [3]
- Derome, W. Expertises en armes à feu, Impr. alliés syndicats cathol.-nationaux, Montréal, Québec, Canada, 1929 [4]

## Sources
- American Journal of Police Science, 1931.